# Křenovy (Troskovice)
Křenovy (německy Kschenow) je malá vesnice, část obce Troskovice v okrese Semily. Nachází se asi půl kilometru jihovýchodně od Troskovic. Křenovy leží v katastrálním území Troskovice o výměře 8,29 km².

## Historie
První písemná zmínka o vesnici pochází z roku 1388.

## Galerie

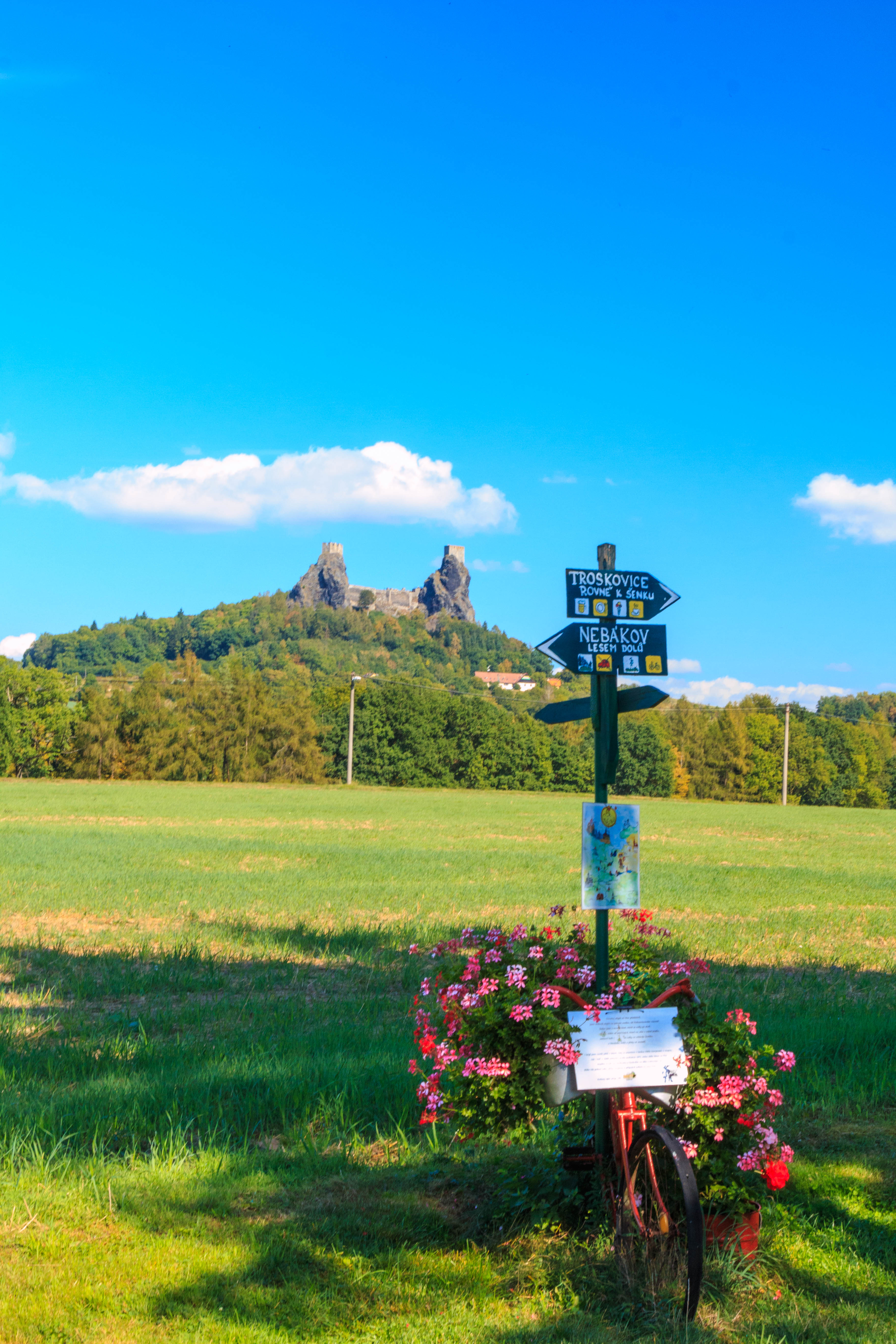
Rozcestník ve Křenovech
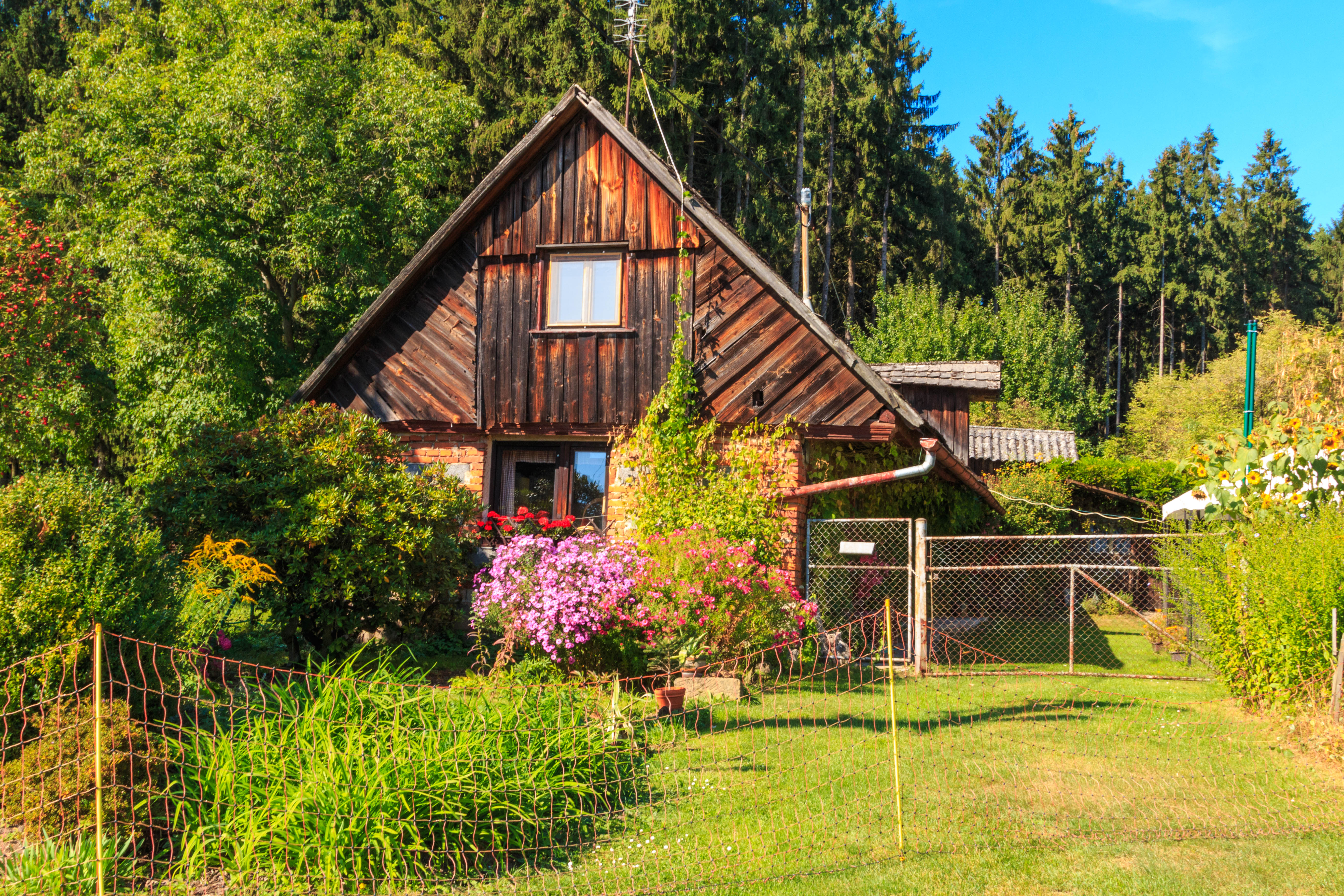
Dům čp. 23
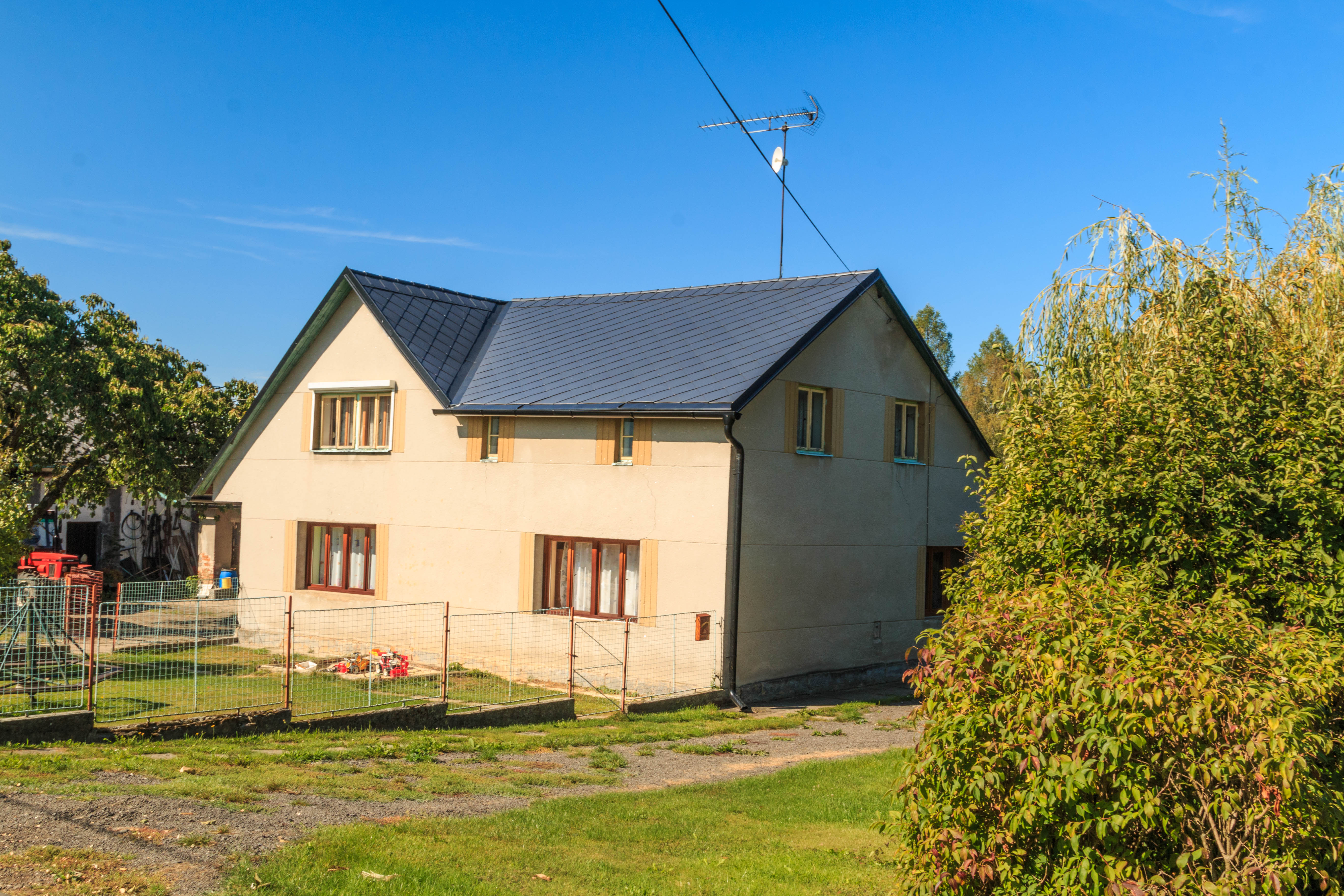
Dům čp. 28
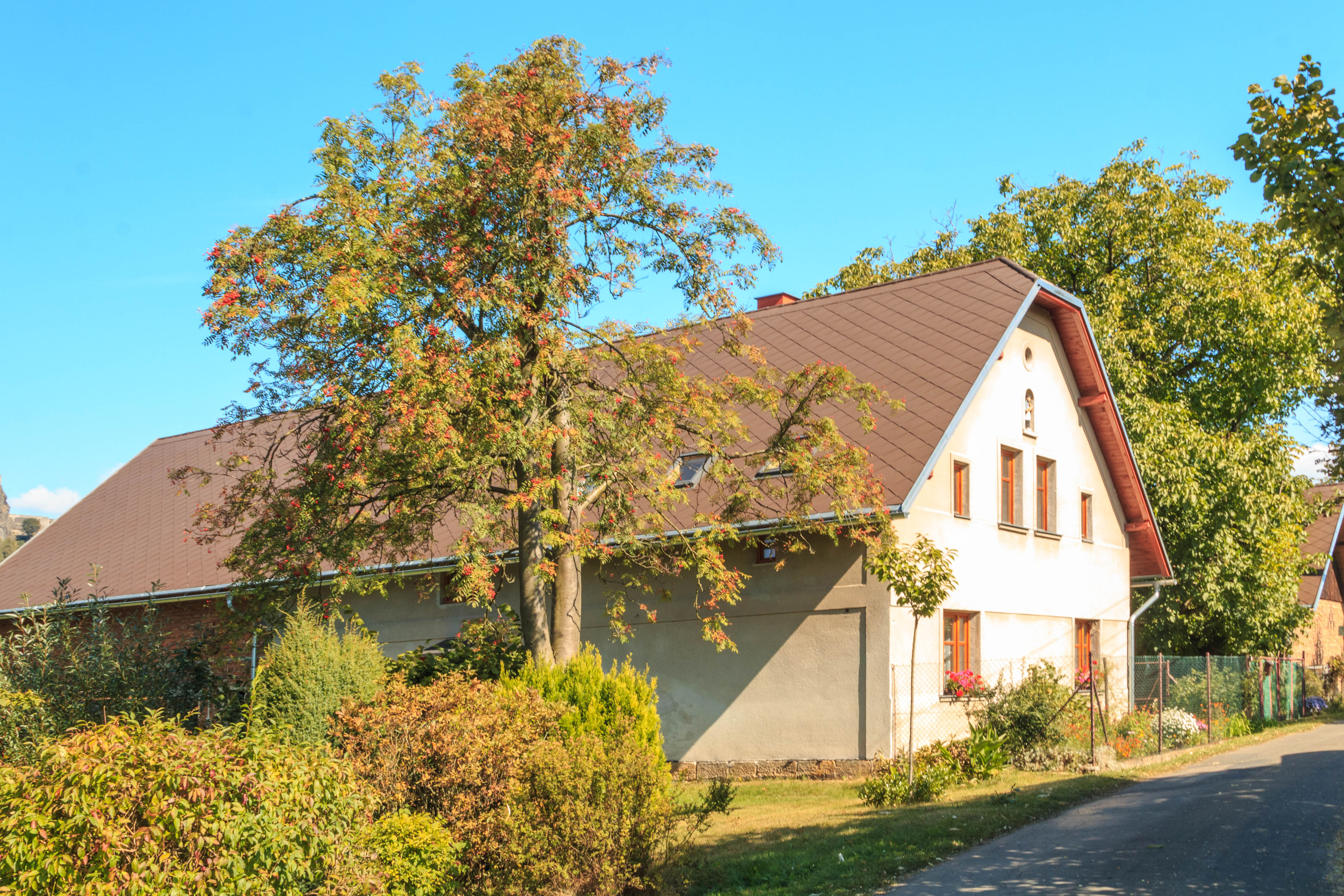
Dům č. 49